# Nomia dayi
Nomia dayi är en biart som först beskrevs av Gregory B. Pauly 1997.  Nomia dayi ingår i släktet Nomia och familjen vägbin. Inga underarter finns listade i Catalogue of Life.